# Francisco Lesmes
Francisco Lesmes Bobed conosciuto anche come Paco Lesmes (Ceuta, 4 aprile 1924 – 11 agosto 2005) è stato un calciatore e allenatore di calcio spagnolo di ruolo difensore.

## Biografia
Anche suo fratello minore Rafael Lesmes (indicato anche come Lesmes II) fu un calciatore. I due giocarono insieme del Real Valladolid tra il 1949 e il 1952.

## Carriera

### Club
Nel 1943 iniziò a giocare nella Sociedad Deportiva Ceuta, squadra della sua città natale, militante nella Segunda División spagnola. Dopo tre stagioni, nel 1947, si trasferì al Granada CF, sempre in Segunda División.
Nel 1949 passò al Real Valladolid, in Primera División, dove arrivò a giocare nello stesso anno anche il fratello Rafael, proveniente dall'Atlético Tetuán. Egli componeva una solida difesa nel Real Valladolid, insieme a Rafael, a Román Matito e al portiere José Luis Saso. Questo reparto difensivo passò alla storia con il soprannome di El Muro del Pisuerga, facendo riferimento al fiume che attraversa la città di Valladolid. Paco Lesmes vestì la maglia del Real Valladolid per dodici stagioni, fino al 1961, anno in cui si ritirò, all'età di 36 anni.

### Nazionale
Nel 1954 collezionò la sua prima e unica presenza con la nazionale spagnola, al Nuevo Chamartín di Madrid contro la Turchia.

## Palmarès

### Club

#### Competizioni nazionali
- Segunda División spagnola: 1

Real Valladolid: 1958-1959 (Gruppo I)